# ジューンベリー
ジューンベリー（和名：アメリカザイフリボク、学名：Amelanchier canadensis）はバラ科ザイフリボク属に属する小木。
日本では果樹として少しずつ普及が広がっている。

## 特徴

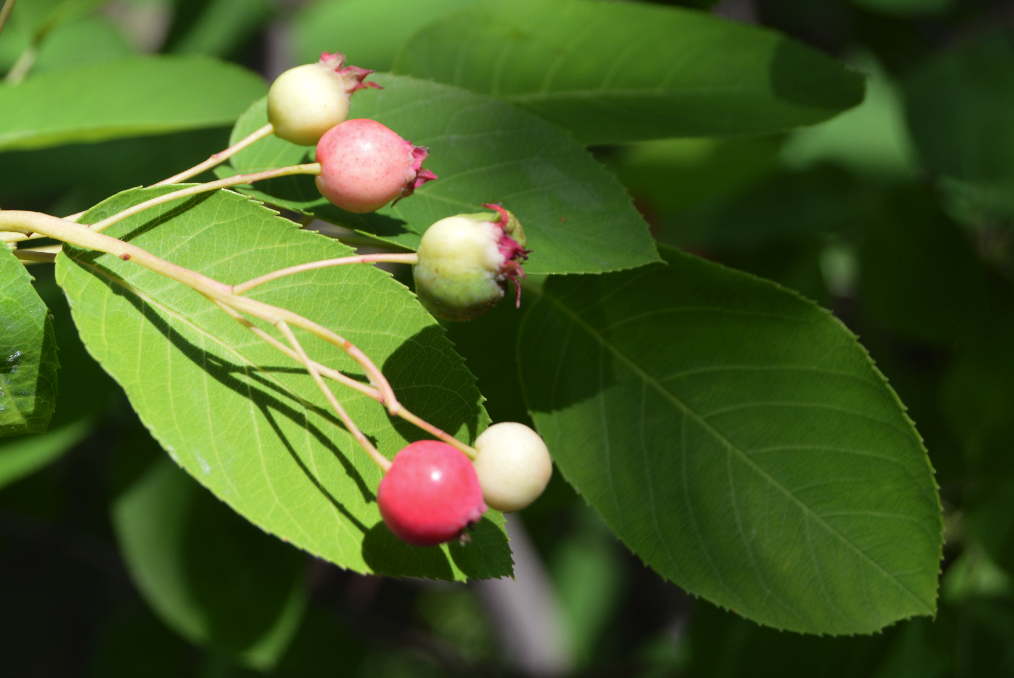
ジューンベリー

落葉で樹高は0.5-8 mほど。早春に5弁の白い花を咲かせ、果実は直径7-10 mm、6月頃に黒紫に熟し、細かい種子を含む。果実が6月 (June) に収穫できるところから、ジューンベリー（英: Juneberry）という名称がついたとされる。
寒さには強いが、夏期の乾燥にはやや弱い。
1本でも結実性が高く、日本でも育てやすい種である。

## 分布
カナダのニューファンドランド州からオンタリオ州まで、アメリカのメーン州からアラバマ州にかけての標高200m以下の低地に多く分布する。特に海岸線に近い地域でよく見られる。

## 別名
地域により様々な別名が存在する。カナディアン・サービスベリー、カラント・ツリー、シャッドブッシュ、シャッドブッシュ・サービスベリー、シャッドブロウ、シュガープラムなど 。
近縁種とも似た名称が多く紛らわしい。由来についてはザイフリボク属を参照。

## 利用
甘くクセのない果実は生食に適する他、パイやジャムの材料としても利用され、様々な薬効成分の研究も進んでいる。
北米では庭木や街路樹用としても大変人気があり、花、果実、紅葉を楽しむことが出来る。また、盆栽の素材としても適している。